# Omer Taverne

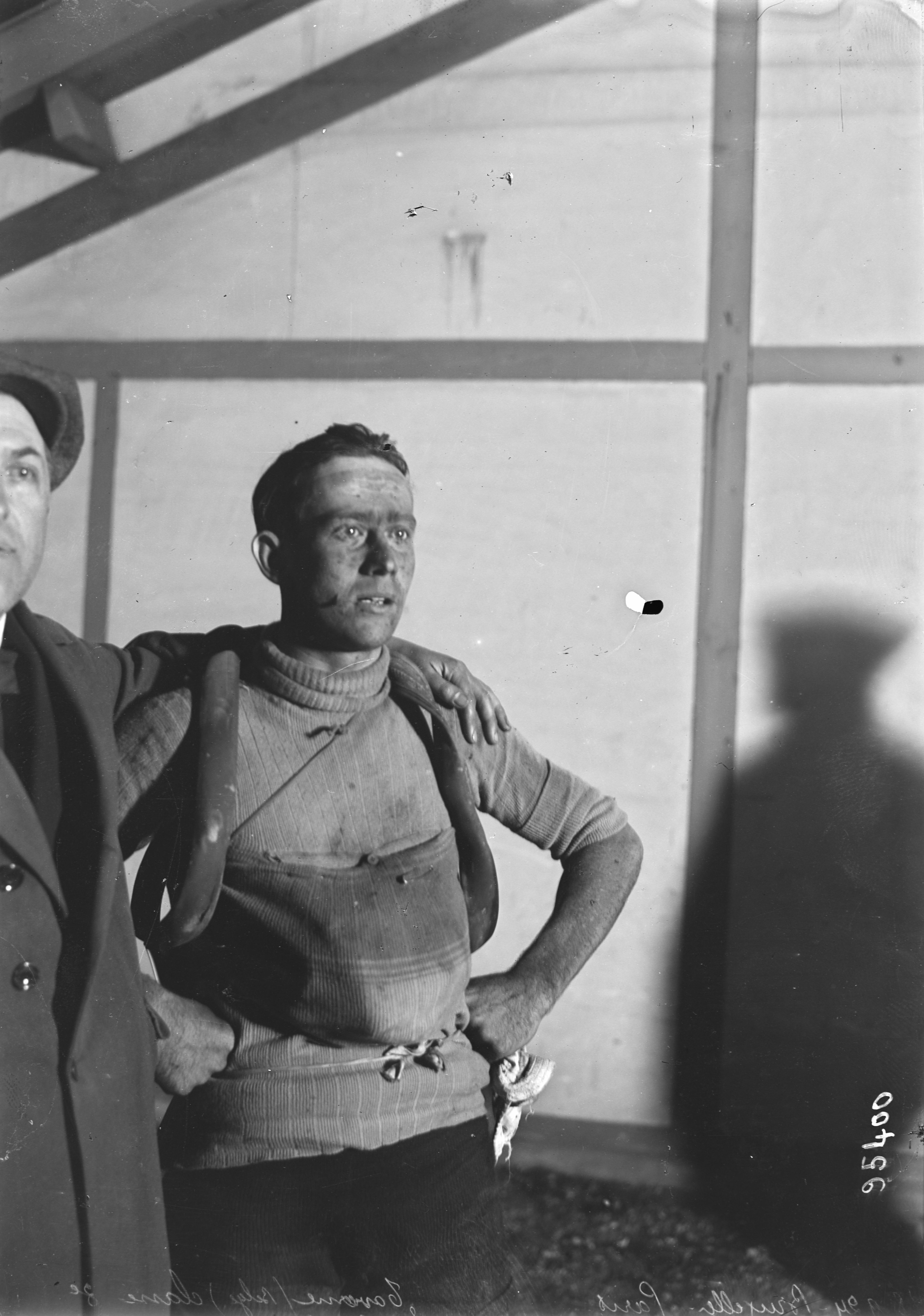
Omer Taverne (1924)

Omer Taverne (* 22. Juli 1904 in Waudrez; † 10. Oktober 1981 in Dax) war ein  belgischer Radrennfahrer.
1922 und 1926 gewann Omer Taverne als Amateur sein Heimatrennen Binche–Tournai–Binche, das nur wenige Kilometer von seinem Geburtsort entfernt ausgetragen wurde. Von 1927 bis 1936 war er Profi, er galt als Sprinter. 1924 gewann er Lüttich–Malmedy–Lüttich und wurde im selben Jahr Dritter bei Brüssel–Paris. Zweimal startete er bei der Tour de France: 1929 gewann er, obwohl er in jenem Jahr keiner Mannschaft angehörte, die dritte Etappe und wurde 21. der Gesamtwertung, 1930 gewann er die vierte Etappe. 1930 siegte er bei der Meisterschaft von Zürich.
Nach Beendigung seiner Radsportlaufbahn eröffnete Taverne, dessen Eltern aus Frankreich stammten, ein Fahrradgeschäft in Paris.